# Serious Moonlight Tour
De Serious Moonlight Tour was de meest succesvolle tournee van de Britse muzikant David Bowie, die in 1983 in Europa, Noord-Amerika, Azië en Oceanië gehouden werd. De tournee werd gehouden ter promotie van zijn album Let's Dance. De tournee zou oorspronkelijk vooral door kleinere zalen gaan met minder dan 10.000 plaatsen, maar na het grote succes van Let's Dance werden de concerten grotendeels gehouden in de open lucht en op festivals.
Het concert op 13 juli 1983 in Montreal werd opgenomen en uitgezonden op de Amerikaanse radio. Het concert op 12 september 1983 in Vancouver werd opgenomen en in 1984 uitgebracht op de video Serious Moonlight.
Tijdens het concert op 4 september 1983 in Toronto kondigde Bowie de speciale gastgitarist Mick Ronson aan, die tien jaar eerder deel uitmaakte van zijn band The Spiders from Mars. Het laatste concert op 8 december 1983 in Kowloon markeerde de derde sterfdag van John Lennon; ter gelegenheid van deze dag speelde Bowie die avond "Imagine" als eerbetoon aan Lennon, met wie hij samenwerkte voor het nummer "Fame".
Bij de concerten in Rotterdam werd het voorprogramma verzorgd door de Australische band Icehouse en daarna UB40.

## Personeel
- David Bowie: zang, gitaar, saxofoon
- Earl Slick: gitaar
- Carlos Alomar: gitaar, achtergrondzang
- Carmine Rojas: basgitaar
- Tony Thompson: drums
- Dave Lebolt: keyboards, synthesizers
- Steve Elson: saxofoon
- Stan Harrison, Lenny Pickett: saxofoon, houtblazer
- George Simms, Frank Simms: achtergrondzang

## Tourdata
| Datum             | Stad                       | Land             | Locatie                              |
| Europa            | Europa                     | Europa           | Europa                               |
| ----------------- | -------------------------- | ---------------- | ------------------------------------ |
| 18 mei 1983       | Brussel                    | België           | Vorst Nationaal                      |
| 19 mei 1983       | Brussel                    | België           | Vorst Nationaal                      |
| 20 mei 1983       | Frankfurt am Main          | Duitsland        | Festhalle Frankfurt                  |
| 21 mei 1983       | München                    | Duitsland        | Olympiahalle                         |
| 22 mei 1983       | München                    | Duitsland        | Olympiahalle                         |
| 24 mei 1983       | Lyon                       | Frankrijk        | Palais des Sports de Gerland         |
| 25 mei 1983       | Lyon                       | Frankrijk        | Palais des Sports de Gerland         |
| 26 mei 1983       | Fréjus                     | Frankrijk        | Les Arènes                           |
| 27 mei 1983       | Fréjus                     | Frankrijk        | Les Arènes                           |
| Noord-Amerika     |                            |                  |                                      |
| 30 mei 1983       | San Bernardino, Californië | Verenigde Staten | US Festival Glen Helen Regional Park |
| Europa            |                            |                  |                                      |
| 2 juni 1983       | Londen                     | Engeland         | Wembley Arena                        |
| 3 juni 1983       | Londen                     | Engeland         | Wembley Arena                        |
| 4 juni 1983       | Londen                     | Engeland         | Wembley Arena                        |
| 5 juni 1983       | Birmingham                 | Engeland         | National Exhibition Centre           |
| 6 juni 1983       | Birmingham                 | Engeland         | National Exhibition Centre           |
| 8 juni 1983       | Parijs                     | Frankrijk        | Hippodrome d'Auteuil                 |
| 9 juni 1983       | Parijs                     | Frankrijk        | Hippodrome d'Auteuil                 |
| 11 juni 1983      | Göteborg                   | Zweden           | Ullevi Stadium                       |
| 12 juni 1983      | Göteborg                   | Zweden           | Ullevi Stadium                       |
| 15 juni 1983      | Bochum                     | Duitsland        | Ruhrstadion                          |
| 17 juni 1983      | Bad Segeberg               | Duitsland        | Freilichtbühne                       |
| 18 juni 1983      | Bad Segeberg               | Duitsland        | Freilichtbühne                       |
| 20 juni 1983      | Berlijn                    | Duitsland        | Waldbühne                            |
| 24 juni 1983      | Offenbach am Main          | Duitsland        | Bieberer Berg Stadion                |
| 25 juni 1983      | Rotterdam                  | Nederland        | Stadion Feijenoord                   |
| 26 juni 1983      | Rotterdam                  | Nederland        | Stadion Feijenoord                   |
| 28 juni 1983      | Edinburgh                  | Schotland        | Murrayfield Stadium                  |
| 30 juni 1983      | Londen                     | Engeland         | Hammersmith Odeon                    |
| 1 juli 1983       | Milton Keynes              | Engeland         | Milton Keynes Bowl                   |
| 2 juli 1983       | Milton Keynes              | Engeland         | Milton Keynes Bowl                   |
| 3 juli 1983       | Milton Keynes              | Engeland         | Milton Keynes Bowl                   |
| Noord-Amerika     |                            |                  |                                      |
| 11 juli 1983      | Quebec                     | Canada           | Colisée de Québec                    |
| 12 juli 1983      | Montreal                   | Canada           | Montreal Forum                       |
| 13 juli 1983      | Montreal                   | Canada           | Montreal Forum                       |
| 15 juli 1983      | Hartford (Connecticut)     | Verenigde Staten | Colisée de Québec                    |
| 16 juli 1983      | Hartford (Connecticut)     | Verenigde Staten | Colisée de Québec                    |
| 18 juli 1983      | Philadelphia               | Verenigde Staten | The Spectrum                         |
| 19 juli 1983      | Philadelphia               | Verenigde Staten | The Spectrum                         |
| 20 juli 1983      | Philadelphia               | Verenigde Staten | The Spectrum                         |
| 21 juli 1983      | Philadelphia               | Verenigde Staten | The Spectrum                         |
| 25 juli 1983      | New York                   | Verenigde Staten | Madison Square Garden                |
| 26 juli 1983      | New York                   | Verenigde Staten | Madison Square Garden                |
| 27 juli 1983      | New York                   | Verenigde Staten | Madison Square Garden                |
| 29 juli 1983      | Richfield, Ohio            | Verenigde Staten | Richfield Coliseum                   |
| 30 juli 1983      | Detroit, Michigan          | Verenigde Staten | Joe Louis Arena                      |
| 31 juli 1983      | Detroit, Michigan          | Verenigde Staten | Joe Louis Arena                      |
| 1 augustus 1983   | Rosemont, Illinois         | Verenigde Staten | Rosemont Horizon                     |
| 2 augustus 1983   | Rosemont, Illinois         | Verenigde Staten | Rosemont Horizon                     |
| 3 augustus 1983   | Rosemont, Illinois         | Verenigde Staten | Rosemont Horizon                     |
| 7 augustus 1983   | Edmonton                   | Canada           | Commonwealth Stadium                 |
| 9 augustus 1983   | Vancouver                  | Canada           | BC Place                             |
| 11 augustus 1983  | Tacoma, Washington         | Verenigde Staten | Tacoma Dome                          |
| 14 augustus 1983  | Inglewood (Californië)     | Verenigde Staten | The Forum                            |
| 15 augustus 1983  | Inglewood (Californië)     | Verenigde Staten | The Forum                            |
| 17 augustus 1983  | Phoenix                    | Verenigde Staten | Arizona Veterans Memorial Coliseum   |
| 19 augustus 1983  | Dallas                     | Verenigde Staten | Reunion Arena                        |
| 20 augustus 1983  | Austin                     | Verenigde Staten | Frank Erwin Center                   |
| 21 augustus 1983  | Houston                    | Verenigde Staten | The Summit                           |
| 24 augustus 1983  | Norfolk (Virginia)         | Verenigde Staten | Scope Cultural and Convention Center |
| 25 augustus 1983  | Norfolk (Virginia)         | Verenigde Staten | Scope Cultural and Convention Center |
| 27 augustus 1983  | Landover (Maryland)        | Verenigde Staten | Capital Centre                       |
| 28 augustus 1983  | Landover (Maryland)        | Verenigde Staten | Capital Centre                       |
| 29 augustus 1983  | Hershey (Pennsylvania)     | Verenigde Staten | Hersheypark Stadium                  |
| 31 augustus 1983  | Foxborough (Massachusetts) | Verenigde Staten | Foxboro Stadium                      |
| 3 september 1983  | Toronto                    | Canada           | Canadian National Exhibition Stadium |
| 4 september 1983  | Toronto                    | Canada           | Canadian National Exhibition Stadium |
| 5 september 1983  | Buffalo (New York)         | Verenigde Staten | Buffalo Memorial Auditorium          |
| 6 september 1983  | Syracuse (New York)        | Verenigde Staten | Carrier Dome                         |
| 9 september 1983  | Anaheim (Californië)       | Verenigde Staten | Anaheim Stadium                      |
| 11 september 1983 | Vancouver                  | Canada           | Pacific National Exhibition Coliseum |
| 12 september 1983 | Vancouver                  | Canada           | Pacific National Exhibition Coliseum |
| 14 september 1983 | Winnipeg                   | Canada           | Winnipeg Stadium                     |
| 17 september 1983 | Oakland (Californië)       | Verenigde Staten | Oakland Alameda Coliseum             |
| Azië              |                            |                  |                                      |
| 20 oktober 1983   | Tokio                      | Japan            | Nippon Budokan                       |
| 21 oktober 1983   | Tokio                      | Japan            | Nippon Budokan                       |
| 22 oktober 1983   | Tokio                      | Japan            | Nippon Budokan                       |
| 24 oktober 1983   | Tokio                      | Japan            | Nippon Budokan                       |
| 25 oktober 1983   | Yokohama                   | Japan            | Yokohama Stadium                     |
| 26 oktober 1983   | Osaka                      | Japan            | Osaka Prefectural Gymnasium          |
| 27 oktober 1983   | Osaka                      | Japan            | Osaka Prefectural Gymnasium          |
| 29 oktober 1983   | Nagoya                     | Japan            | Kokusai Tenji Kaikan                 |
| 30 oktober 1983   | Suita                      | Japan            | Expo Commemoration Park              |
| 31 oktober 1983   | Kioto                      | Japan            | Kyoto Prefectural Gymnasium          |
| Oceanië           |                            |                  |                                      |
| 4 november 1983   | Perth                      | Australië        | Perth Entertainment Centre           |
| 5 november 1983   | Perth                      | Australië        | Perth Entertainment Centre           |
| 6 november 1983   | Perth                      | Australië        | Perth Entertainment Centre           |
| 9 november 1983   | Adelaide                   | Australië        | Adelaide Oval                        |
| 12 november 1983  | Melbourne                  | Australië        | VFL Park                             |
| 16 november 1983  | Brisbane                   | Australië        | Lang Park                            |
| 19 november 1983  | Sydney                     | Australië        | RAS Showgrounds                      |
| 20 november 1983  | Sydney                     | Australië        | RAS Showgrounds                      |
| 24 november 1983  | Wellington                 | Nieuw-Zeeland    | Athletic Park                        |
| 26 november 1983  | Auckland                   | Nieuw-Zeeland    | Western Springs Stadium              |
| Azië              |                            |                  |                                      |
| 3 december 1983   | Singapore                  | Singapore        | National Stadium                     |
| 5 december 1983   | Bangkok                    | Thailand         | Thai Army Sports Stadium             |
| 7 december 1983   | Hung Hom, Kowloon          | Hongkong         | Hong Kong Coliseum                   |
| 8 december 1983   | Hung Hom, Kowloon          | Hongkong         | Hong Kong Coliseum                   |

Afgelaste/verplaatste shows
- 29 mei 1983 - Nantes, Frankrijk - Le Beaujoire (afgelast)
- 23 juli 1983 - Syracuse, New York, Verenigde Staten - Carrier Dome (verplaatst naar 6 september 1983)

## Gespeelde nummers
Van David Bowie (1969)
- "Space Oddity"

Van Hunky Dory (1971)
- "Life on Mars?"

Van The Rise and Fall of Ziggy Stardust and the Spiders from Mars (1972)
- "Soul Love"
- "Star"
- "Hang On to Yourself"

Van Aladdin Sane (1973)
- "Cracked Actor"
- "The Jean Genie"

Van Pin Ups (1973)
- "I Can't Explain" (oorspronkelijk van The Who)
- "Sorrow" (oorspronkelijk van The McCoys)

Van Diamond Dogs (1974)
- "Rebel Rebel"

Van Young Americans (1975)
- "Young Americans"
- "Fame"

Van Station to Station (1976)
- "Station to Station"
- "Golden Years"
- "TVC 15"
- "Stay"
- "Wild Is the Wind" (oorspronkelijk van Johnny Mathis)

Van Low (1977)
- "Breaking Glass"
- "What in the World"

Van "Heroes" (1977)
- "Joe the Lion"
- "Heroes"

Van Lodger (1979)
- "Red Sails"
- "Look Back in Anger"

Van Scary Monsters (and Super Creeps) (1980)
- "Scary Monsters (and Super Creeps)"
- "Ashes to Ashes"
- "Fashion"

Van Let's Dance (1983)
- "Modern Love"
- "China Girl" (oorspronkelijk van Iggy Pop)
- "Let's Dance"
- "Cat People (Putting Out Fire)"

Overige nummers
- "Imagine" (oorspronkelijk van John Lennon)
- "White Light/White Heat" (oorspronkelijk van The Velvet Underground)